# BigTable
Bigtable е компресирана система за съхраниение на данни с висока производителност. Тя е патентована и е изградена върху Google File System, Chubby Lock Service, SSTable (log – структуриран склад като LevelDB) и няколко други технологии на Google.
Не се разпространява извън Google, въпреки че Google предлага достъп до нея като част от своя Google App Engine.